# Kilmarnock Football Club 2016-2017
Questa voce raccoglie le informazioni riguardanti il Kilmarnock Football Club nelle competizioni ufficiali della stagione 2016-2017.

## Stagione
- In Scottish Premiership il Kilmarnock si classifica all'8º posto (41 punti), dietro al Ross County e davanti al Motherwell.
- In Scottish Cup viene eliminato al quarto turno dall'Hamilton Academical (0-1).
- In Scottish League Cup non supera la fase a gironi, classificandosi secondo nel gruppo H dietro al Greenock Morton.

## Maglie e sponsor
| Casa | Trasferta |

## Rosa
| N. |                             | Ruolo | Calciatore              |
| -- | --------------------------- | ----- | ----------------------- |
| 1  | Scozia (bandiera)           | P     | Jamie MacDonald         |
| 2  | Inghilterra (bandiera)      | D     | Josh Webb               |
| 3  | Scozia (bandiera)           | D     | Steven Smith (capitano) |
| 4  | Inghilterra (bandiera)      | D     | Miles Addison           |
| 5  | Inghilterra (bandiera)      | D     | Will Boyle              |
| 5  | Inghilterra (bandiera)      | D     | Karleigh Osborne        |
| 6  | Inghilterra (bandiera)      | C     | Martin Smith            |
| 7  | Scozia (bandiera)           | C     | Rory McKenzie           |
| 8  | Irlanda (bandiera)          | C     | Gary Dicker             |
| 9  | Scozia (bandiera)           | A     | Kris Boyd               |
| 10 | Scozia (bandiera)           | A     | Greg Kiltie             |
| 11 | Irlanda del Nord (bandiera) | C     | Jordan Jones            |
| 12 | Inghilterra (bandiera)      | A     | Nathan Tyson            |
| 12 | Galles (bandiera)           | P     | Oliver Davies           |
| 13 | Inghilterra (bandiera)      | A     | Josh Umerah             |
| 14 | Scozia (bandiera)           | C     | Callum McFadzean        |
| 15 | Nigeria (bandiera)          | D     | Dapo Kayode             |
| 16 | Inghilterra (bandiera)      | C     | Mark Waddington         |
| 16 | Scozia (bandiera)           | D     | Scott Boyd              |
| 17 | Inghilterra (bandiera)      | D     | Jonny Burn              |
| 17 | Inghilterra (bandiera)      | P     | Freddie Woodman         |

| N. |                             | Ruolo | Calciatore           |
| -- | --------------------------- | ----- | -------------------- |
| 18 | Inghilterra (bandiera)      | C     | Charlee Adams        |
| 18 | Inghilterra (bandiera)      | C     | Sean Longstaff       |
| 19 | Costa d'Avorio (bandiera)   | A     | Souleymane Coulibaly |
| 19 | Irlanda (bandiera)          | A     | Conor Sammon         |
| 20 | Scozia (bandiera)           | D     | Kristoffer Ajer      |
| 20 | Albania (bandiera)          | A     | Florent Bojaj        |
| 21 | Scozia (bandiera)           | C     | Adam Frizzell        |
| 22 | Inghilterra (bandiera)      | D     | Jamie Cobain         |
| 24 | Scozia (bandiera)           | D     | Greg Taylor          |
| 25 | Inghilterra (bandiera)      | P     | Freddie Woodman      |
| 27 | Inghilterra (bandiera)      | D     | Luke Hendrie         |
| 28 | Irlanda del Nord (bandiera) | A     | Josh Magennis        |
| 30 | Scozia (bandiera)           | D     | Sam Lidington        |
| 31 | Scozia (bandiera)           | P     | Devlin McKay         |
| 32 | Scozia (bandiera)           | A     | Scott McLean         |
| 33 | Scozia (bandiera)           | C     | Dean Hawkshaw        |
| 34 | Scozia (bandiera)           | C     | Jack Whittaker       |
| 35 | Scozia (bandiera)           | A     | Lewis Morrison       |
| 36 | Scozia (bandiera)           | C     | Iain Wilson          |
| 40 | Scozia (bandiera)           | A     | Will Graham          |
| 44 | Scozia (bandiera)           | A     | Innes Cameron        |